# Pseudocordylus langi
Espèce
Synonymes
- Cordylus langi (Loveridge, 1944)

Statut de conservation UICN

 LC  : Préoccupation mineure
Statut CITES
Pseudocordylus langi est une espèce de sauriens de la famille des Cordylidae.

## Répartition
Cette espèce se rencontre dans les Drakensberg en Afrique du Sud et au Lesotho.

## Étymologie
Cette espèce est nommée en l'honneur de Herbert Lang.

## Publication originale
- Loveridge, 1944 : Revision of the African lizards of the family Cordylidae. Bulletin of the Museum of Comparative Zoology, vol. 95, n. 1, p. 1-118 (texte intégral).